# Синагога (Сасів)

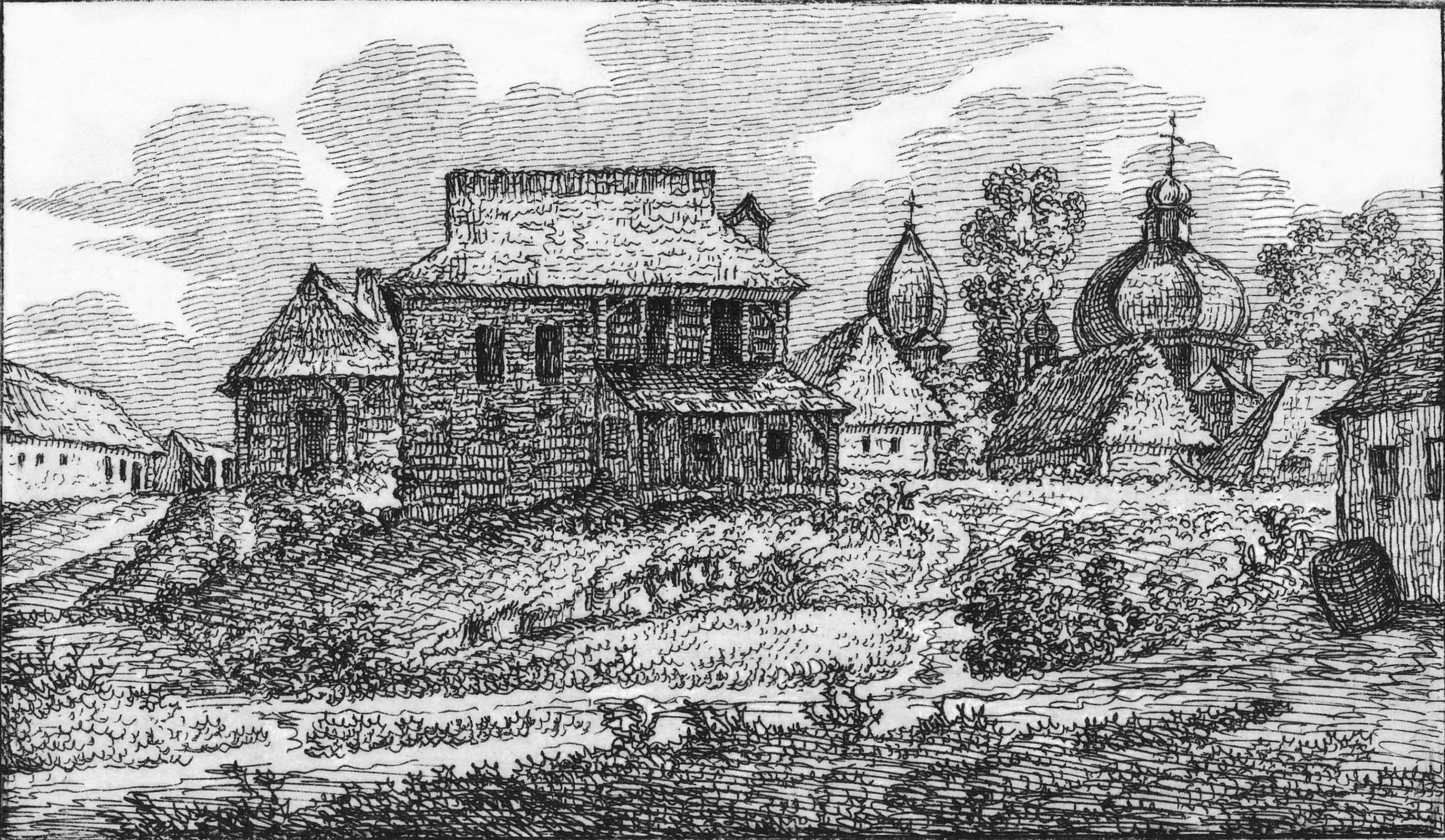
Дерев'яна синагога

Синагога, Каплиця Рабина Мойше Лейба, велика синагога — церква часів XIX століття у селі Сасів Золочівського району Львівської області.

## Історія
У 1826 році в містечку, згідно з «Донесенням Галицькому намісництву», було три дерев'яні синагоги. Велика відзначена як «синагога дерев'яна, перед 100 роками (тобто 1726 р. — О. Б.) збудована». Дві інші, також дерев'яні, названі школами, споруджені у1776 і 1796 роках.

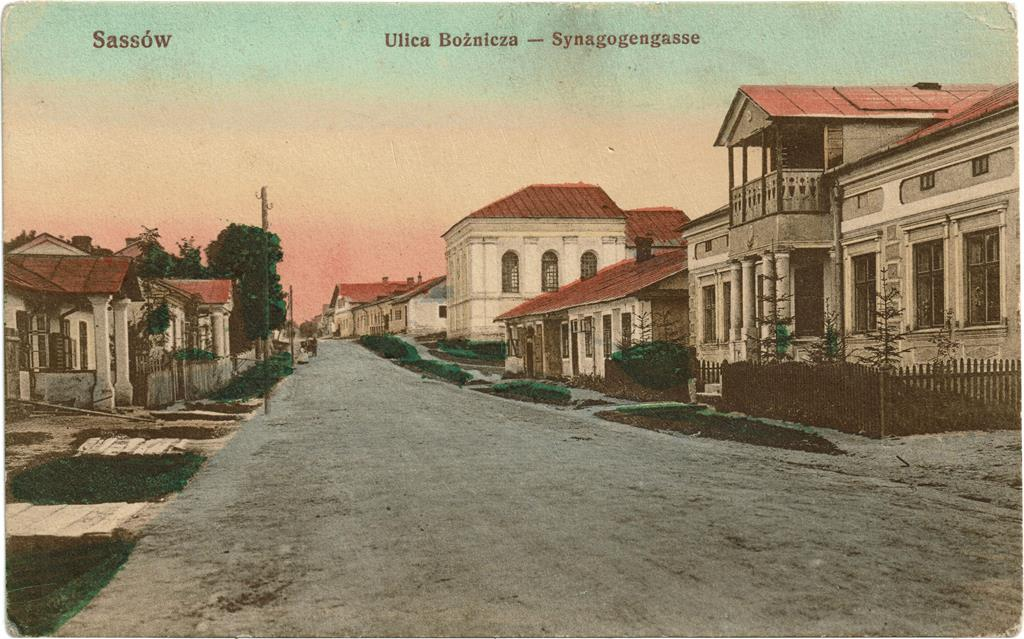
Синагога Сасів

Збереглися два іконографічні зображення сасівської божниці — гравюра К. Келесінського й схематичний рисунок К. Мокловського, зроблений, імовірно, за цією гравюрою на зламі ХІХ-ХХ століть. На гравюрі фігурує монументальна будівля, розміщена на узвишші поруч з дерев'яною церквою (збереглася дотепер). Дерев'яний будинок ліворуч — очевидно, одна з малих синагог.

## Будова
Велика синагога — традиційна в просторово-композиційному вирішенні споруда, рівновисокі частини якої були покриті спільним причілковим дахом з острішками. До високого, кожухованого ґонтами, зрубу односвітлової молитовної зали прилягала двоярусна фахверкова брила з пулішем і жіночими галереями. Обидві частини — двовісні з прямокутними прорізами. Комин над синагогальними приміщеннями вказує на те, що божниця була «теплою», тобто обігрівалася. Знищена, скоріш за все, під час Першої світової війни.

## Сасівський ребе
У день 4 швата за єврейським календарем, або 31 січня євреї всього світу вшановують пам'ять великого праведника раббі Мойше-Лейба із Сасова.